# Kluyveromyces marxianus
Candida kefyr é uma espécie de fungo da família Saccharomycetaceae. Inicialmente classificado no gênero Saccharomyces foi incluída entre as Candida por Uden e H.R. Buckley em 1970. A forma sexual é denominada de Kluyveromyces marxianus (Nom. inval.). Este fungo, apesar de raro, pode causar Candidíase.